# Brzeżno (Pomerania Occidental)
Brzeżno [pronunciación en polaco: /ˈbʐɛʐnɔ/] (alemán: Briesen) es un pueblo en el Distrito de Świdwin, Voivodato de Pomerania Occidental, en el noroeste de Polonia. Es la sede de la gmina (distrito administrativo) llamada Gmina Brzeżno. Se encuentra aproximadamente 8 kilómetros al sur de Świdwin y 86 kilómetros al del noreste de la capital regional, Szczecin.